# 弗拉特克里克A鎮區 (密蘇里州斯通縣)
弗拉特克里克A鎮區（英語：Flat Creek A Township）是位於美國密蘇里州斯通縣的一個行政鎮區。

## 地方資料
弗拉特克里克A鎮區的面積為28.59平方千米，當中陸地面積為20.53平方千米，而水域面積為8.06平方千米。根據2020年美國人口普查的數據，當地共有人口1545人，而人口密度為每平方千米54.04人。